# Pararuellia alata
Pararuellia alata är en akantusväxtart som beskrevs av Hung Pin Tsui. Pararuellia alata ingår i släktet Pararuellia och familjen akantusväxter. Inga underarter finns listade i Catalogue of Life.